# Волк Альберто (мультсериал)
«Волк Альберто» (итал. Lupo Alberto) — известный итальянский мультсериал, основанный на одноименной серии комиксов; сериал был создан студией «The Animation Band» в 1997—2002 годах, а его автором сценария являлся Гвидо Сильвестри (итал. Guido Silvestri) (псевдоним — «Silver»). Сериал был переведён на испанский, английский и русский языки. Песня ко второму сезону была написана Vic Vergeat и исполнена Джанной Наннини.

## Сюжет
Сериал рассказывает о приключениях и злоключениях волка Альберто, безумно влюбленного в курицу Марту, живущую на ферме. Любовным похождениям Альберто мешает сторожевой пес Мозес, его заклятый враг и главный антагонист сериала.

## Персонажи
- Волк Альберто (итал. Lupo Alberto, озвучивал Francesco Salvi сезон 1 и Mino Caprio сезон 2)
- Марта (итал. Marta, озвучивал Lella Costa сезон 1 и Beatrice Margiotti сезон 2)
- Мозес (итал. Mosè, озвучивал Tony Fuochi сезон 1 и Saverio Moriones сезон 2)
- Enrico La Talpa (озвучивал Paolo Torrisi)
- Alfredo (озвучивал Alberto Olivero сезон Manfredi Aliquò и ? сезон 2)
- Alcide (озвучивал Flavio Arras сезон 1 и Mario Bombardieri сезон 2)
- Glicerina (озвучивал Luca Bottale сезон 1 и Mino Caprio сезон 2)
- Alcide (озвучивал Flavio Arras сезон 1 и Mario Bombardieri сезон 2)
- Krug (озвучивал Alberto Olivero сезон 1 и Saverio Moriones сезон 2)
- Ausonia (озвучивал ? сезон 1 и Giorgina Pazi сезон 2)
- Ursula (озвучивал Dania Cericola сезон 1 и Beatrice Margiotti сезон 2)
- Esmeralda (озвучивал Paola Bonomi сезон 1 и Giorgina Pazi сезон 2)
- Alice (озвучивал ? сезон 1 и Giorgina Pazi сезон 2)
- Lodovico (озвучивал Alberto Olivero сезон 1 и Massimo De Ambrosis сезон 2)
- Odoardo (озвучивал Alberto Olivero сезон 1 и Riccardo Deodati сезон 2)
- Gustavo (озвучивал Luca Bottale сезон 1)
- Omar (озвучивал ? сезон 1 и Fabrizio Mazzotta сезон 2)
- Cesira La Talpa (озвучивал Roberta Gallina Laurenti сезон 1 и Mariadele Cinquegrani сезон 2)

## Русский дубляж
| Актёр            | Роль                                       |
| ---------------- | ------------------------------------------ |
| ?                | Альберто, Моисей, второстепенные персонажи |
| Ольга Голованова | Марта, Алиса                               |